# 中歐倡議
中歐倡議（Central European Initiative，CEI）是一個由中東歐國家構成的論壇和區域合作組織，有17個成員國。中歐倡議於1989年成立於布達佩斯。1996年開始，中歐倡議總部設在意大利的里雅斯特。

## 外部連結
- 官方网站
- 中歐倡議的X（前Twitter）
- 中歐倡議的Facebook專頁
- YouTube上的中歐倡議頻道